# Bosselshausen
Bosselshausen é uma comuna francesa na região administrativa de Grande Leste, no departamento do Baixo Reno.